# Apiaceae
Apiaceele (Apiaceae), denumite și Umbelifere, sunt plante ierboase, anuale, bienale sau perene.

## Descriere
Prezintă rădăcină pivotantă, adesea modificată. Tulpina care internoduri lungi. Frunzele sunt variate, penate sau palmat-sectate, cu teaca bine dezvoltată. Florile sunt grupate în inflorescențe numite umbele. Fructul poate fi o diachenă sau o dicariopsă.
Majoritatea plantelor din această familie sunt utile în alimentația omului și în medicină.
Multe dintre acestea conțin uleiuri eterice, mirositoare și de aceea sunt utilizate în aromatizarea brânzeturilor, a mezelurilor sau a băuturilor (chimen, coriandru, anason).

## Genuri
- Anethum
- Angelica
- Apium
- Astrantia
- Athamanta
- Azorella
- Bupleurum
- Carum
- Cicuta
- Didiscus
- Eryngium
- Ferula
- Foeniculum
- Hacquetia
- Heracleum
- Hydrocotyle
- Ligusticum
- Levisticum
- Meum
- Molopospermum
- Petroselinum
- Seseli

## Specii din România
Flora României cuprinde 129 de specii spontane și cultivate ce aparțin la 56  de genuri:
- Aegopodium
  - Aegopodium podagraria – Piciorul caprei
- Aethusa
  - Aethusa cynapium – Pătrunjelul câinelui
- Anethum
  - Anethum graveolens – Mărar
- Angelica
  - Angelica archangelica – Angelică
  - Angelica palustris – Angelică de baltă
  - Angelica sylvestris – Angelică de pădure
- Anthriscus
  - Anthriscus caucalis – Asmățui
  - Anthriscus cerefolium – Asmățui de grădină
  - Anthriscus nemorosa – Asmățui de pădure
  - Anthriscus nitida – Asmățui de munte
  - Anthriscus sylvestris – Hașmaciucă
- Apium
  - Apium graveolens – Țelină
  - Apium nodiflorum – Țelină sălbatică
- Astrantia
  - Astrantia major
- Astrodaucus
  - Astrodaucus littoralis
- Athamanta
  - Athamanta turbith
- Berula
  - Berula erecta – Cosițel
- Bifora
  - Bifora radians – Puciognă
- Bupleurum
  - Bupleurum affine
  - Bupleurum apiculatum
  - Bupleurum asperuloides
  - Bupleurum commutatum
  - Bupleurum falcatum
  - Bupleurum longifolium
  - Bupleurum praealtum
  - Bupleurum ranunculoides
  - Bupleurum rotundifolium – Urechea iepurelui
  - Bupleurum sibthorpianum
  - Bupleurum tenuissimum
- Carum
  - Carum carvi – Chimen
- Caucalis
  - Caucalis platycarpos – Rușinătoare
- Chaerophyllum
  - Chaerophyllum aromaticum – Antonică
  - Chaerophyllum aureum
  - Chaerophyllum bulbosum – Baraboi
  - Chaerophyllum hirsutum – Asmățui sălbatic
  - Chaerophyllum temulum
- Cicuta
  - Cicuta virosa – Cucută de apă, Cucută de baltă
- Cnidium
  - Cnidium dubium
  - Cnidium silaifolium
- Conioselinum
  - Conioselinum tataricum – Schinduc
- Conium
  - Conium maculatum – Cucută de grădină
- Coriandrum
  - Coriandrum sativum – Coriandru
- Daucus
  - Daucus broteri – Morcov
  - Daucus carota – Morcov (Morcov sălbatic, Morcov de grădină)
  - Daucus guttatus – Morcov
- Echinophora
  - Echinophora tenuifolia
- Eryngium
  - Eryngium campestre – Scaiul dracului
  - Eryngium maritimum – Vitrigon
  - Eryngium planum – Scai vânăt
- Falcaria
  - Falcaria vulgaris – Dornic
- Ferula
  - Ferula heuffelii – Aerel
  - Ferula sadlerana – Aerel
- Ferulago
  - Ferulago campestris
  - Ferulago confusa
  - Ferulago sylvatica – Mărar păsăresc
- Foeniculum
  - Foeniculum vulgare – Molură, Fenicul
- Heracleum
  - Heracleum carpaticum
  - Heracleum palmatum – Talpa ursului
  - Heracleum sphondylium – Brânca ursului
- Laser
  - Laser trilobum – Aerel
- Laserpitium
  - Laserpitium archangelica
  - Laserpitium krapfii – Chimionul țapului
  - Laserpitium latifolium – Smeoaică
  - Laserpitium prutenicum
  - Laserpitium siler
- Levisticum
  - Levisticum officinale – Leuștean
- Ligusticum
  - Ligusticum mutellina – Brie, Brioală
  - Ligusticum mutellinoides – Mărarul ursului
- Myrrhoides
  - Myrrhoides nodosa
- Oenanthe
  - Oenanthe aquatica – Mărăraș
  - Oenanthe banatica
  - Oenanthe fistulosa
  - Oenanthe peucedanifolia
  - Oenanthe silaifolia – Joiană
- Opopanax
  - Opopanax chironium
- Orlaya
  - Orlaya grandiflora
- Palimbia
  - Palimbia rediviva
- Pastinaca
  - Pastinaca graveolens – Păstârnac
  - Pastinaca sativa – Păstârnac
- Petroselinum
  - Petroselinum crispum (Petroselinum hortense) – Pătrunjel
- Peucedanum
  - Peucedanum alsaticum – Mărarul porcului
  - Peucedanum arenarium
  - Peucedanum austriacum – Mărarul porcului
  - Peucedanum carvifolia
  - Peucedanum cervaria – Somnoroasă
  - Peucedanum lalifolium
  - Peucedanum longifolium
  - Peucedanum officinale – Chimenul porcului
  - Peucedanum oreoselinum – Chimionul porcului
  - Peucedanum ostruthium
  - Peucedanum palustre
  - Peucedanum tauricum
- Physospermum
  - Physospermum cornubiense
- Pimpinella
  - Pimpinella anisum – Anason
  - Pimpinella major – Petrinjei de câmp mari
  - Pimpinella nigra
  - Pimpinella saxifraga – Petrinjei de câmp
  - Pimpinella tragium
- Pleurospermum
  - Pleurospermum austriacum – Morcoveancă
- Prangos
  - Prangos ferulacea
- Sanicula
  - Sanicula europaea – Sănișoară
- Scandix
  - Scandix australis
  - Scandix pecten-veneris – Acul-doamnei
- Selinum
  - Selinum carvifolium – Ingerea
- Seseli
  - Seseli annuum – Cosicel
  - Seseli campestre
  - Seseli gracile
  - Seseli hippomarathrum
  - Seseli libanotis
  - Seseli osseum
  - Seseli pallasii
  - Seseli peucedanifolium
  - Seseli peucedanoides
  - Seseli rigidum – Buruiana vântului
  - Seseli tortuosum
- Silaum
  - Silaum silaus
- Sison
  - Sison amomum
- Sium
  - Sium latifolium – Bolonică
  - Sium sisarum
- Smyrnium
  - Smyrnium perfoliatum – Salată de pădure
- Tordylium
  - Tordylium maximum
- Torilis
  - Torilis arvensis – Hațmațuchiul măgarului
  - Torilis japonica – Hațmațuchiul măgarului
  - Torilis nodosa – Hațmațuchiul măgarului
  - Torilis ucranica – Hațmațuchiul măgarului
- Trinia
  - Trinia glauca
  - Trinia multicaulis
  - Trinia ramosissima
- Turgenia
  - Turgenia latifolia